# Schiller Park
Schiller Park és una vila dels Estats Units a l'estat d'Illinois. Segons el cens del 2000 tenia 11.850 habitants.

## Demografia
Segons el cens del 2000, Schiller Park tenia 10.850 habitants, 4.244 habitatges, i 2.899 famílies. La densitat de població era de 1.451,7 habitants/km².
Dels 4.244 habitatges en un 33,3% hi vivien nens de menys de 18 anys, en un 61,7% hi vivien parelles casades, en un 8,4% dones solteres, i en un 16,3% no eren unitats familiars. En el 22,3% dels habitatges hi vivien persones soles el 7% de les quals corresponia a persones de 65 anys o més que vivien soles. El nombre mitjà de persones vivint en cada habitatge era de 2,79 i el nombre mitjà de persones que vivien en cada família era de 4,61.
Per edats la població es repartia de la següent manera: un 23,7% tenia menys de 18 anys, un 11% entre 18 i 24, un 33,4% entre 25 i 44, un 21,5% de 45 a 60 i un 10,4% 65 anys o més.
L'edat mediana era de 34 anys. Per cada 100 dones de 18 o més anys hi havia 103,3 homes.
La renda mediana per habitatge era de 41.583 $ i la renda mediana per família de 48.525 $. Els homes tenien una renda mediana de 34.057 $ mentre que les dones 25.403 $. La renda per capita de la població era de 17.781 $. Aproximadament el 8,7% de les famílies i el 12,2% de la població estaven per davall del llindar de pobresa.

## Poblacions més properes
El següent diagrama mostra les poblacions més properes.